# Ocadia glyphistoma
Ocadia glyphistoma är en sköldpaddsart som beskrevs av  Mccord och Iverson 1994. Ocadia glyphistoma ingår i släktet Ocadia och familjen Geoemydidae. Inga underarter finns listade i Catalogue of Life.
Populationens taxonomiska status är omstridd. The Reptile Database listar den som synonym till olika arter från släktet Mauremys.